# Olivier Segard
Olivier Segard, né le 19 avril 1973 à Croix, est un documentariste français.

## Carrière
Sa carrière cinématographique dans le documentaire commence avec Intérieurs ville (Paris Barcelone Films) en 2002. Ce film propose un portrait de la ville nouvelle de Cergy-Pontoise. Entre 2005 et 2008, il participe, en tant qu'artiste invité, à un projet de recherche pour un laboratoire de l'École normale supérieure de Lyon, le projet « Léonard », portant sur l’acquisition du langage chez les bébés. Son film H.136, sur le compositeur tchèque Bohuslav Martinů, avec la participation du musicologue Harry Halbreich, est publié par le label Alpha en 2009. Depuis 2012, il réalise des films documentaires pour la chaine catholique KTO : Art déco catho, Mille bonjours ! sur le compositeur de la Renaissance Guillaume Dufay, en collaboration avec le musicologue anglais David Fallows. Ce documentaire figurera dans l’exposition « Voyager au Moyen Âge » au Musée de Cluny à Paris entre septembre et février 2014. En 2015, il réalise Jardins d’amour sur les jardins médiévaux. En 2013, Olivier Segard crée les Éditions Au Paravent à Roubaix. En 1994, il remportait le premier concours de plaidoirie de l'Université Lyon III.

## Méthode de travail
Dans un article de La Voix du Nord, Olivier Segard présente sa philosophie et sa méthode en ces mots :

« En écrivant, tournant, montant mes documentaires, je pense souvent à ce concept Juif : le Tikkoun Olam, qui signifie « réparation du monde ». Peut-être parce que je pars d’une vision chaotique du réel. Everything Is Broken (en) chante le génial poète Bob Dylan. Tout est cassé. L’actualité ne fait que montrer cet état du monde. Guerres, meurtres, catastrophes naturelles qui aboutissent tragiquement à des drames humains, ça a lieu partout sur la planète, tous les jours. Face à cela, on peut baisser les bras, se résigner, se replier. Mais je crois qu’en réponse à ce catastrophisme ambiant, avec l’aide du Christ, vivre, agir, c’est, dans une certaine mesure, participer à une construction ou une reconstruction/réparation du monde. Tous mes films, à différents degrés, sont imprégnés de cette idée et donnent, justement, une autre image du réel que celle des destructions en cours, même s’il ne faut pas les nier. »

## Filmographie
- 2002 : Intérieurs ville, co-réalisé avec Caroline de Saint-Pierre, ethnologue[13]
- 2005-2008 : 7 courts métrages pour le projet Léonard, sous la direction d'Alyah Morgenstern (Linguiste)[14]
- 2008 : Mozart et les Étoiles, avec Hubert Reeves, astro-physicien[15]
- 2008 : La Vie d'autistes[16]
- 2009 : H.136 [17],[18],[19], co-réalisé avec Karine Lethiec, altiste et directrice artistique de l'Ensemble Calliopée[20]
- 2010 : 60 temps, commande du clarinettiste Michel Lethiec pour les 60 ans du festival Pablo Casals de Prades
- 2012 : Art déco catho[21]
- 2013 : Klimsza[22]
- 2014 : Le Beau Jardin chinois [23]
- 2014 : Mille bonjours ![24]
- 2015 : Suono
- 2015 : Jardins d'amour